# Juan Hormaechea
Pour le militaire et homme d’État espagnol, voir Francisco Lersundi y Hormaechea.
Juan Hormaechea Cazón (/ˈxwan oɾmaeˈʧea kaˈθõn/) est un homme politique espagnol de centre droit, né le 5 juin 1939 à Santander et mort le 1er décembre 2020 dans la même ville. Il est président de la Députation régionale de Cantabrie entre 1987 et 1990, puis de 1991 à 1995.

## Biographie

### Formation et débuts en politique
Dans sa jeunesse, il étudie le droit à l'université d'Oviedo et travaille à Banco Santander. Il est nommé au conseil municipal de Santander en 1973, sur le quota des chefs de famille (le « tiers familial »). Il devient premier adjoint en 1976.

### Maire de Santander
Le 15 juin 1977, à la suite des premières élections parlementaires démocratiques depuis 1936, Juan Hormaechea est nommé maire de Santander.
Pour les élections municipales du 3 avril 1979, il postule en tant que tête de la liste du parti centriste de l'Union du centre démocratique (UCD). Bien qu'il soit en tête avec 33,8 % des voix, il remporte seulement 10 sièges sur les 27 à pourvoir. Il est investi le 19 avril dans un climat de confusion, puisqu'il n'obtient que 9 voix contre 10 au socialiste Jesús Cabezón, le PRC et les indépendants ayant voté pour leurs propres têtes de liste, ce qui garantit tout de même son investiture puisqu'il est chef de file de la liste arrivée en tête au vote populaire.
À la dissolution de l'UCD en 1982, il ne rejoint aucune formation politique. Dans le cadre des élections municipales du 8 mai 1983, il mène la liste de la coalition Alliance populaire-Parti démocrate populaire-Union libérale (AP-PDP-UL), qui totalise 57,4 % des voix. Le 23 mai, il est désigné pour un second mandat par 17 voix, contre 10 au socialiste Santiago Pérez Obregón, la séance se terminant par un incident à la suite de son refus d'accorder la parole au porte-parole du groupe socialiste, qui l'a alors qualifié de « anti-démocrate » et « dictateur admirateur de dictateurs ».

### Président de la Députation régionale
Dans la perspective des élections autonomiques du 10 juin 1987, le président de l'AP Manuel Fraga décide au début de l'année 1986 qu'il sera le chef de file de la formation conservatrice, bien qu'il n'en soit pas membre.
Il remporte alors 42,2 % des voix et 19 députés sur 39 à l'Assemblée régionale. Le 24 juillet, Juan Hormaechea est investi président de la Députation régionale par 19 voix pour, 18 voix contre et 2 abstentions. Il ne forme son conseil de gouvernement de sept membres, dont trois indépendants, que trois semaines plus tard.
Le 10 mars 1988, le président de l'Assemblée régionale Eduardo Obregón prononce à son encontre une suspension de dix jours de ses droits de parlementaire pour avoir insulté un député du CDS en séance plénière. Bien qu'il soit autorisé à assister aux séances pendant cette période, il juge que cette décision ressemble à une « vieille dictature où l'on peut priver un citoyen de ses droits politiques ». Cette sanction est annulée le 20 juillet 1989 par le Tribunal constitutionnel.

### Censure
Au début du mois de novembre 1990, après qu'il a proféré publiquement des insultes à l'encontre de Fraga, José María Aznar et Isabel Tocino, il perd le soutien du nouveau Parti populaire (PP, successeur de l'AP), qui décide de présenter à son encontre une motion de censure. Cependant, lors d'une réunion du groupe parlementaire, 10 des 17 députés lui apportent leur soutien d'une manière ou d'une autre, y compris ses anciens conseillers de gouvernement qui avaient pourtant quitté leurs fonctions pour permettre sa réprobation, trois quittant même le groupe PP.
En pleine tempête politique, il annonce le 14 novembre avec neuf autres députés issus du groupe PP la fondation d'un nouveau parti, l'Union pour le progrès de la Cantabrie (UPCA).
Deux motions de censure sont finalement déposées à son encontre, la première par une coalition entre le PP, le PRC, le CDS et deux indépendants, la seconde par le seul PSOE. Le 5 décembre 1990, la motion socialiste est adoptée par 26 voix pour, 12 voix contre et 1 abstention, les signataires de la première motion ayant finalement voté en faveur de la seconde, assurant l'investiture du socialiste Jaime Blanco. Hormaechea est formellement relevé de ses fonctions le 12 décembre.

### De nouveau président de la Députation
Au cours des élections du 26 mai 1991, l'UPCA recueille 33,5 % des suffrages exprimés et 15 députés sur 39, contre 16 au Parti socialiste et seulement 6 au Parti populaire. Le 15 juin, à trois jours de l'ouverture de la législature et après avoir rencontré Rodolfo Martín Villa, il fait connaître la dissolution de l'UPCA et son adhésion au PP, avec l'ensemble de ses parlementaires, permettant aux conservateurs de disposer de la majorité absolue à l'Assemblée régionale ; si Aznar se réjouit de cette annonce, Tocino exprime sa surprise. Juan Hormaechea est de nouveau investi président de la Députation régionale le 2 juillet par 21 voix pour et 18 voix contre.
Poursuivi par la justice pour malversation de fonds publics et prévarication pour des actes relevant de son premier mandat, il se soumet le 12 décembre 1991 à un vote de confiance, qu'il remporte de nouveau par 21 voix pour et 18 voix contre.
La chambre civile et pénale du tribunal supérieur de justice confirme le 24 avril 1992 sa mise en examen ainsi que celles de neuf actuels ou anciens conseillers de gouvernement pour des faits « d'attributions de contrats publics hors de toute prescription légale ou réglementaire, d'utilisation privée de fonds publics et de recours infondés aux normes de protection du patrimoine historique, artistique et culturel ». Le 30 juin, la chambre pénale du tribunal supérieur de justice décide de tenir un procès dans ce que la presse appelle désormais « l'affaire Hormaechea ».
Pour forcer sa démission de la présidence, six conseillers de gouvernement annoncent quitter leurs fonctions le 17 septembre 1992, soutenus en cela par le président du PP José María Aznar. Il en remplace trois et remodèle la structure administrative gouvernementale le 29 septembre, après avoir passé un accord politique avec le groupe parlementaire du Parti populaire.
Il annonce publiquement le 26 avril 1993 qu'il réactive l'UPCA et qu'il compte se présenter aux élections sénatoriales anticipées du 6 juin 1993. Pour cette dissidence, il se trouve automatiquement exclu du Parti populaire. Le 18 juin, trois hauts responsables du conseil de gouvernement et huit collaborateurs présidentiels, tous issus du PP, remettent leur démission à la demande du responsable du parti en Cantabrie José Luis Vallines, officialisant la rupture entre les conservateurs et le chef du gouvernement autonomique. Il est pourtant soutenu par eux lors du vote d'une motion de censure des socialistes et régionalistes le 1er juillet, repoussée par 21 voix contre et 18 voix pour. Une deuxième motion, à nouveau déposée par le PSOE et le PRC, n'est pas adoptée le 5 janvier 1994, comptant avec 18 voix pour, 17 contre et 4 abstentions, la majorité requise étant de 20 votes favorables.

### Démission et intérim
Il est condamné le 24 octobre 1994 à six ans de prison et un total de quatorze années de privation des droits civiques pour malversation et prévarication par le tribunal supérieur de justice. Dès le lendemain, le Parti socialiste de Cantabrie-PSOE (PSC-PSOE) et le Parti populaire de Cantabrie (PPC) déposent chacun une motion de censure, bloquant de fait la destitution de Hormaechea, qui cumule alors six motions de censure à son encontre depuis 1987, ce qui constitue un record. Il finit par remettre sa démission le 5 novembre, conservant son mandat parlementaire et affirmant sa volonté de postuler aux élections autonomiques et municipales à Santander du 28 mai 1995. Aucun successeur ne parvient à s'imposer à l'investiture parlementaire, aussi reste-t-il en fonction.

### Condamnations en chaîne et fin de vie politique
Il est investi le 27 mars par l'UPCA chef de file aux élections autonomiques et tête de liste aux élections municipales de Santander, son recours devant le Tribunal suprême ayant un effet suspensif sur la condamnation du tribunal supérieur de justice. Le 19 avril, le Tribunal suprême vient confirmer une autre condamnation, pour « injures » envers un élu local, à un mois et un jour d'emprisonnement. En conséquence, la Junte électorale centrale (JEC) décide le 27 mai qu'il ne peut être candidat puisque sa peine entraîne automatiquement une privation des droits de suffrage passif.
Le Tribunal suprême confirme le 10 juillet sa condamnation dans « l'affaire Hormaechea ». En avril 1998, la cour provinciale de Santander le condamne à huit années supplémentaires de privation des droits pour « prévarication », puisqu'en 1994 il avait utilisé sa fonction pour déclarer un terrain « bien culturel », donc inconstructible, afin de porter préjudice à un adversaire politique. Le Tribunal suprême en annonce la confirmation en juillet 1999.
Toutefois, sa condamnation de 1994 pour malversation et prévarication est cassée le 1er octobre 1999 par le Tribunal constitutionnel, qui considère que n'a pas été respecté son droit à être jugé par un tribunal impartial, ordonnant de ce fait qu'il soit rejugé. Le 10 décembre 2002, le tribunal supérieur de justice de Cantabrie confirme sa culpabilité et prononce des peines de trois ans d'emprisonnement et treize années de privation des droits civiques. Le Tribunal suprême valide ce verdict le 19 avril 2004, affirmant que la grâce dont il avait bénéficié sur ses années de prison avait été annulée de fait avec la décision du Tribunal constitutionnel.

### Mort
Juan Hormaechea meurt le 1er décembre 2020 à 81 ans, à l'hôpital Valdecilla de Santander. Il y avait été admis quelques jours auparavant, à la suite d'un accident domestique ayant causé un traumatisme.